# Ziemia Peary’ego
Ziemia Peary’ego (duń. Peary Land) – najdalej na północ wysunięty półwysep Grenlandii. Na południe od niej znajduje się Ziemia Myliusa Erichsena, na południowy wschód Ziemia Księcia Chrystiana, a na południowy zachód Ziemia Knuda Rasmussena.
Na Ziemi Peary’ego znajduje się przylądek Morris Jesup, jeden z najdalej na północ wysuniętych punktów lądu na Ziemi; u wybrzeży Ziemi Peary’ego, nieco dalej na północ znajduje się wyspa Kaffeklubben i mniejsze żwirowe wysepki, jak Oodaaq. Półwysep ten ograniczają duże fiordy: od wschodu Independence Fjord, a od zachodu Victoria Fjord. W całości obejmuje go Park Narodowy Grenlandii. Od wschodu oblewa go Morze Wandela, od zachodu Morze Lincolna.
Ziemia ta została nazwana na cześć odkrywcy Roberta Peary’ego, pierwszego europejskiego badacza tego obszaru. Obecnie jest bezludna, pozostawała także niezasiedlona w czasach pierwszych, europejskich eksploratorów. W czasach prehistorycznych jednak zamieszkiwali ją paleo-eskimosi reprezentujący kulturę Independence I i II, a około roku 1300 dotarły tu ludy kultury Thule. Pozostały po nich liczne stanowiska archeologiczne, w tym ruiny kamiennych konstrukcji.